# Alto Paraguai
Alto Paraguai è un comune del Brasile nello Stato del Mato Grosso, parte della mesoregione del Centro-Sul Mato-Grossense e della microregione di Alto Paraguai.